# Юстиц-колегія
Юстиц-колегія — вищий апеляційний суд Російської імперії у кримінальних і цивільних справах, що існував з 1718 року по 1786 рік.
Юстиц-колегія в Росії була організована в один час з іншими петровськими колегіями на базі старих московських судових приказів. Основна функція — контроль за судочинством на місцях. Створенням колегії з 1717 року відав граф А. А. Матвєєв, який до її переїзду з Москви в Петербург був президентом Юстиц-колегії (віце-президент — дійсний статський радник Герман фон Бреверн (Hermann von Brevern, 1663—1721).